# Günter Siegel (Mediziner)
Günter Siegel (* 10. Mai 1942 in Zwickau; † 22. November 2019) war ein deutscher Physiologe.

## Leben

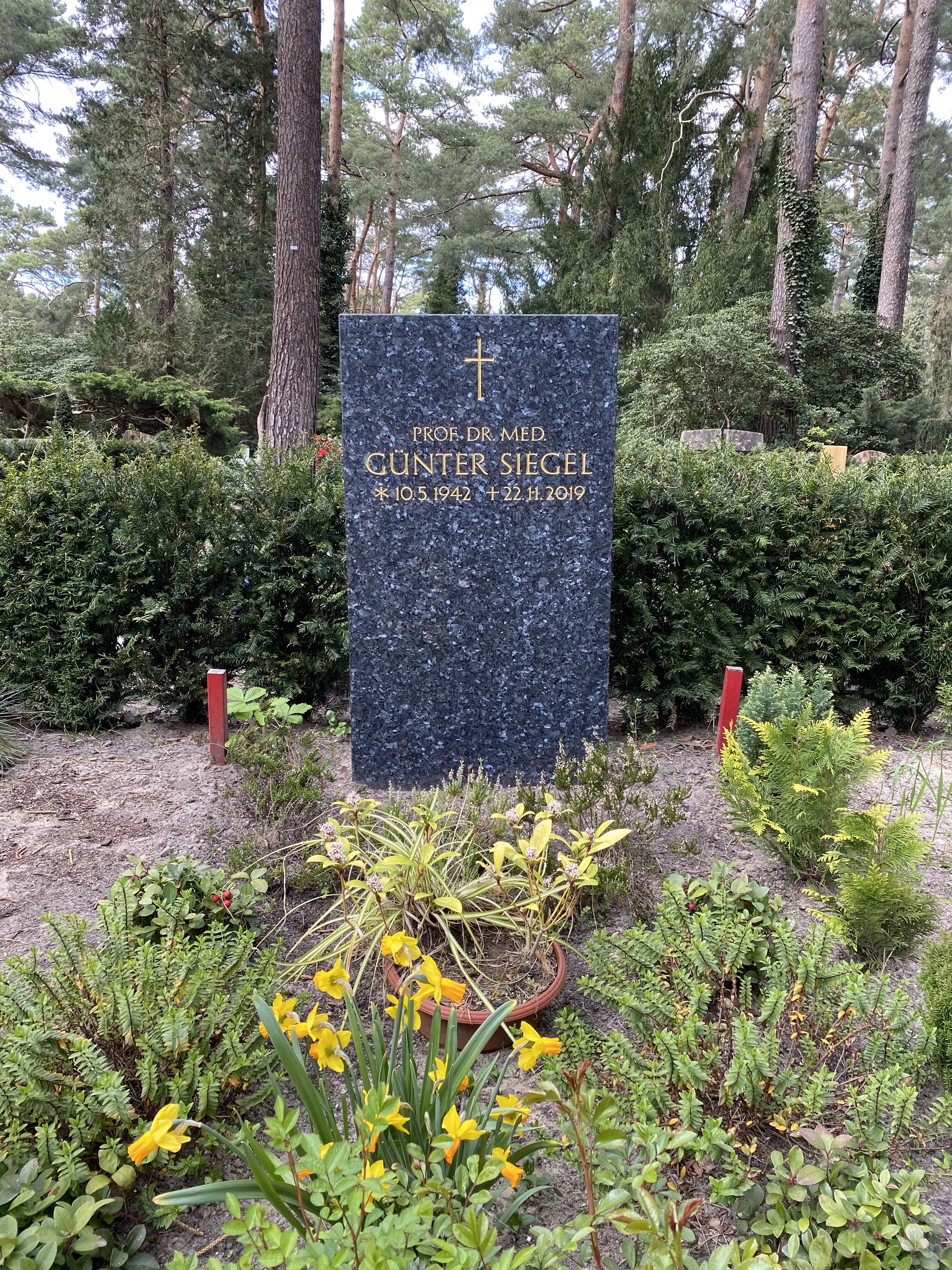
Grabstätte

Durch die Wirren des 2. Weltkrieges kam die Familie Günter Siegels ins bayerische Sibratshofen. Hier wuchs er auf und machte in Kempten das Abitur. Siegel studierte Medizin in Heidelberg und München. In Heidelberg legte er 1968 sein Staatsexamen ab, 1969 promovierte er mit der Schrift Ionenfluxe am Myokard. Es folgte ein kurzes Intermezzo als Medizinalassistent bei Kurt Kramer und Herbert Schwiegk in München, ehe Siegel 1969 an das physiologische Institut der Freien Universität Berlin kam. Im darauffolgenden Jahr wurde er bei Otto Gauer habilitiert.
An der Charité wirkte Günter Siegel als Direktor der Abteilung für Neurophysiologie und stellvertretender Direktor der Instituts für Physiologie. Seine Forschungsgebiete waren die Grundlagen der peripheren Gefäßregulation und die molekularen Grundlagen der Arterioskleroseentstehung, wofür er mehrfach geehrt wurde. Wiederholte Forschungsaufenthalte führten ihn an die schwedischen Universitäten von Lund und Uppsala. Siegel war Vertrauensdozent der Studienstiftung des Deutschen Volkes, von 1996 bis 1998 Präsident und von 1998 bis 2000 Vizepräsident der Deutschen Gesellschaft für Arterioskleroseforschung sowie mehrmals stellvertretender Vorsitzender der Berlin-Brandenburgischen Gesellschaft für Herz- und Kreislauferkrankungen.
Günter Siegel verstarb im Alter von 77 Jahren und wurde auf dem Waldfriedhof Dahlem (Feld 004-316) beigesetzt. 

## Auszeichnungen (Auswahl)
- Rudolf-Schönheimer-Medaille der Deutschen Gesellschaft für Arterioskleroseforschung
- Max-Ratschow-Preis der Deutschen Gesellschaft für Angiologie